# Igeltjärnen (Ovansjö socken, Gästrikland)
Igeltjärnen är en sjö i Sandvikens kommun i Gästrikland och ingår i Gavleåns huvudavrinningsområde. Sjön är 3,5 meter djup, har en yta på 0,026 kvadratkilometer och är belägen 74 meter över havet.